# Stenotabanus
Stenotabanus är ett släkte av tvåvingar. Stenotabanus ingår i familjen bromsar.

## Dottertaxa tillStenotabanus, i alfabetisk ordning[1]
- Stenotabanus abacus
- Stenotabanus aberrans
- Stenotabanus alayoi
- Stenotabanus albidocinctus
- Stenotabanus albilinearis
- Stenotabanus albiscutellatus
- Stenotabanus alticolus
- Stenotabanus atlanticus
- Stenotabanus barahona
- Stenotabanus batesi
- Stenotabanus bequaerti
- Stenotabanus blantoni
- Stenotabanus braziliensis
- Stenotabanus brevistylatus
- Stenotabanus bruesi
- Stenotabanus brunetii
- Stenotabanus brunneus
- Stenotabanus brunnipennis
- Stenotabanus brunnipes
- Stenotabanus calvitius
- Stenotabanus changuinolae
- Stenotabanus chiapanensis
- Stenotabanus chrysonotus
- Stenotabanus cinereus
- Stenotabanus cipoensis
- Stenotabanus confusus
- Stenotabanus cretatus
- Stenotabanus cribellum
- Stenotabanus detersus
- Stenotabanus dusbabeki
- Stenotabanus fairchildi
- Stenotabanus farri
- Stenotabanus fenestra
- Stenotabanus flavidus
- Stenotabanus floridensis
- Stenotabanus fuliginosus
- Stenotabanus fulvistriatus
- Stenotabanus fumipenns
- Stenotabanus geijskesi
- Stenotabanus guttatulus
- Stenotabanus henriquesi
- Stenotabanus hispaniolae
- Stenotabanus hyalinalis
- Stenotabanus incipens
- Stenotabanus indotatus
- Stenotabanus irregularis
- Stenotabanus ixyostactes
- Stenotabanus jamaicensis
- Stenotabanus liokylon
- Stenotabanus litotes
- Stenotabanus littoreus
- Stenotabanus longipennis
- Stenotabanus luteolineatus
- Stenotabanus macroceras
- Stenotabanus magnicallus
- Stenotabanus marcanoi
- Stenotabanus mellifluus
- Stenotabanus mexicanus
- Stenotabanus minusculus
- Stenotabanus neivai
- Stenotabanus nervosus
- Stenotabanus nigriculus
- Stenotabanus nigriscapus
- Stenotabanus obscuremarginatus
- Stenotabanus obscurus
- Stenotabanus paitillensis
- Stenotabanus pallidicornis
- Stenotabanus pallipes
- Stenotabanus paradoxus
- Stenotabanus parallelus
- Stenotabanus parsonsi
- Stenotabanus parvulus
- Stenotabanus pechumani
- Stenotabanus penai
- Stenotabanus peruviensis
- Stenotabanus picticornis
- Stenotabanus platyfrons
- Stenotabanus pompholyx
- Stenotabanus psammophilus
- Stenotabanus pseudotaeniotes
- Stenotabanus pumiloides
- Stenotabanus pusillus
- Stenotabanus quinquestriatus
- Stenotabanus roxannae
- Stenotabanus sandyi
- Stenotabanus sordidatus
- Stenotabanus sphaeriscapus
- Stenotabanus sputnikulus
- Stenotabanus staryi
- Stenotabanus stigma
- Stenotabanus stonei
- Stenotabanus subtilis
- Stenotabanus taeniotes
- Stenotabanus tenuistria
- Stenotabanus tobagensis
- Stenotabanus trilunatus
- Stenotabanus trinotatus
- Stenotabanus wilkersoni
- Stenotabanus vitripennis
- Stenotabanus wolcotti